# Johan Djourou
Johan Danon Djourou-Gbadjere, cunoscut ca Johan Djourou (n. 18 ianuarie 1987), este un fotbalist elvețian care evoluează în Superliga Turcă la clubul Antalyaspor și la echipa națională de fotbal a Elveției pe postul de fundaș.

## Statistici carieră
La 8 martie 2014.
| Club                       | Sezon   | Campionat | Campionat | Cupă    | Cupă   | Cupa Ligii | Cupa Ligii | Europa  | Europa | Total   | Total  |
| Club                       | Sezon   | Meciuri   | Goluri    | Meciuri | Goluri | Meciuri    | Goluri     | Meciuri | Goluri | Meciuri | Goluri |
| -------------------------- | ------- | --------- | --------- | ------- | ------ | ---------- | ---------- | ------- | ------ | ------- | ------ |
| Arsenal                    | 2004–05 | 0         | 0         | 0       | 0      | 3          | 0          | 0       | 0      | 3       | 0      |
| Arsenal                    | 2005–06 | 7         | 0         | 2       | 0      | 3          | 0          | 0       | 0      | 12      | 0      |
| Arsenal                    | 2006–07 | 21        | 0         | 1       | 0      | 3          | 0          | 5       | 0      | 30      | 0      |
| Birmingham City (împrumut) | 2007–08 | 13        | 0         | 0       | 0      | 0          | 0          | 0       | 0      | 13      | 0      |
| Arsenal                    | 2007–08 | 2         | 0         | 0       | 0      | 1          | 0          | 0       | 0      | 3       | 0      |
| Arsenal                    | 2008–09 | 15        | 0         | 4       | 0      | 2          | 0          | 8       | 0      | 29      | 0      |
| Arsenal                    | 2009–10 | 1         | 0         | 0       | 0      | 0          | 0          | 0       | 0      | 1       | 0      |
| Arsenal                    | 2010–11 | 22        | 1         | 3       | 0      | 6          | 0          | 6       | 0      | 37      | 1      |
| Arsenal                    | 2011–12 | 18        | 0         | 1       | 0      | 2          | 0          | 6       | 0      | 27      | 0      |
| Arsenal                    | 2012–13 | 0         | 0         | 0       | 0      | 2          | 0          | 0       | 0      | 2       | 0      |
| Hannover 96 (împrumut)     | 2012–13 | 14        | 0         | 0       | 0      | –          | –          | 2       | 0      | 16      | 0      |
| Hamburger SV (împrumut)    | 2013–14 | 16        | 0         | 2       | 0      | –          | –          | –       | –      | 18      | 0      |
| Total                      | Total   | 129       | 1         | 13      | 0      | 22         | 0          | 27      | 0      | 191     | 1      |

## Palmares

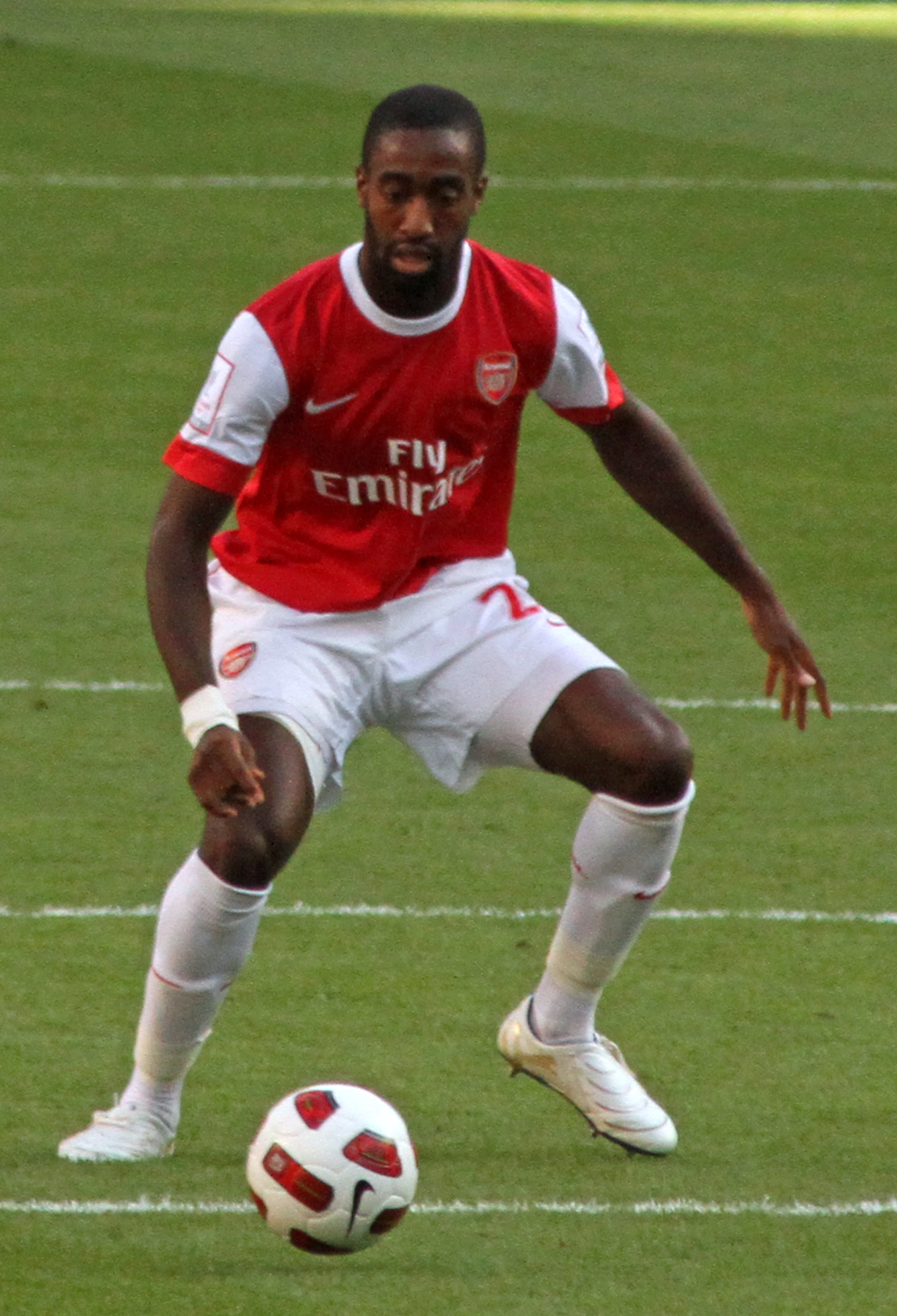
Djourou în 2010 la Arsenal

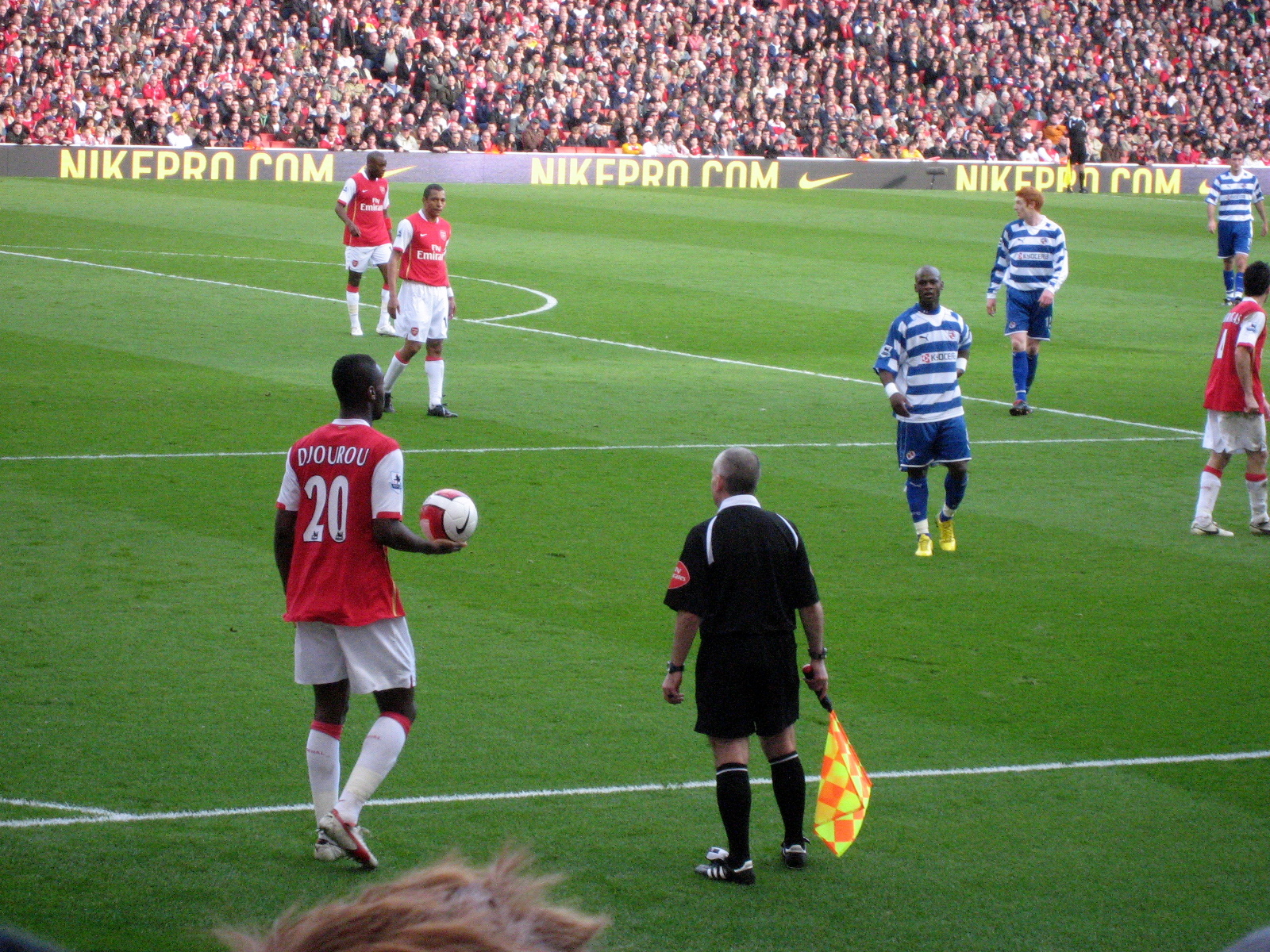
Djourou aruncând un aut într-un meci cu Reading

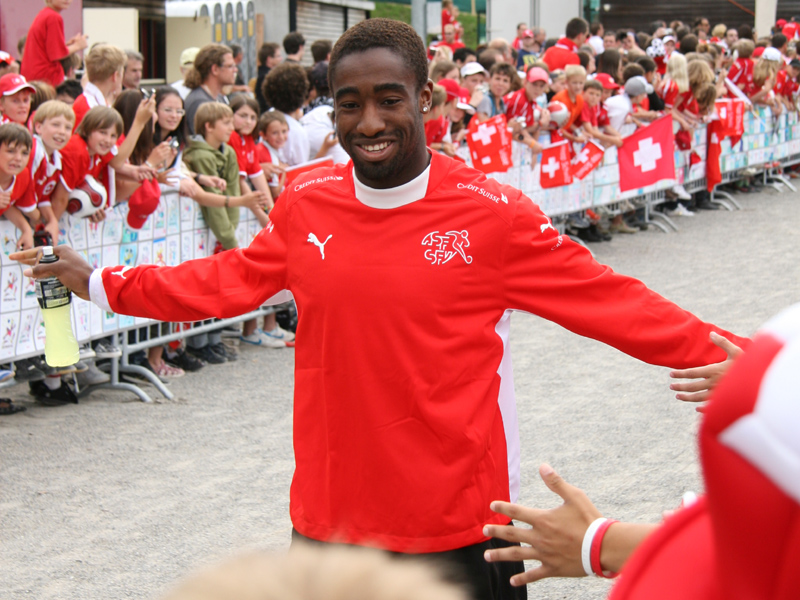
Djourou la Euro 2008

Arsenal
- UEFA Champions League

Finalist: 2005–06
- Football League Cup

Finalist: 2007, 2011